# Pere el Catòlic
Pere el Catòlic, anomenat també Pere II d'Aragó i Pere I de Catalunya-Aragó (?, 1177 - Muret, Comtat de Tolosa, 13 de setembre de 1213; en aragonès Pero, en occità Pèire i en llatí Petrus) fou sobirà de la Corona d'Aragó amb els títols principals de comte de Barcelona i rei d'Aragó (1196 - 1213), i senyor de Montpeller (1204 - 1213). És soterrat al Reial Monestir de Santa Maria de Sixena.

## Naixement
Es desconeix el lloc exacte del seu naixement. Existeixen diverses teories que el situarien a Montblanc, o bé a Tarragona, o fins i tot a Osca; si bé la teoria del seu naixement aragonès és basada en que és documentat que el seu pare el rei Alfons el Cast signà a Osca dos documents pels volts de dit naixement. Sembla més cert que sí fou batejat a aquesta ciutat aragonesa, tot i que l'autor d'aquesta teoria es troba sovint envoltat de polèmica per revisionista

## Ascendents
Fill i successor d'Alfons el Cast i de Sança de Castella al tron de la Corona d'Aragó a la mort del seu pare el 1196. Pel testament d'Alfons el Cast, Pere heretava Barcelona, així com els comtats que en depenien, i Aragó, mentre el seu germà Alfons la Provença. El 1204 es va fer coronar a Roma pel Papa Innocenci III i esdevingué el seu fidel.
|  |                                                    |  |  |  |  |  |  |  |  |  |  |  |  |  |  |  |
|  | Ramon Berenguer II de Barcelona (el Cap d'Estopes) |  |  |  |  |  |  |  |  |  |  |  |  |  |  |  |
|  |                                                    |  |  |  |  |  |  |  |  |  |  |  |  |  |  |  |
|  |                                                    |  |  |  |  |  |  |  |  |  |  |  |  |  |  |  |
|  | Ramon Berenguer III de Barcelona (el Gran)         |  |  |  |  |  |  |  |  |  |  |  |  |  |  |  |
|  |                                                    |  |  |  |  |  |  |  |  |  |  |  |  |  |  |  |
|  |                                                    |  |  |  |  |  |  |  |  |  |  |  |  |  |  |  |
|  | Mafalda de Pulla-Calàbria                          |  |  |  |  |  |  |  |  |  |  |  |  |  |  |  |
|  |                                                    |  |  |  |  |  |  |  |  |  |  |  |  |  |  |  |
|  |                                                    |  |  |  |  |  |  |  |  |  |  |  |  |  |  |  |
|  | Ramon Berenguer IV de Barcelona (el Sant)          |  |  |  |  |  |  |  |  |  |  |  |  |  |  |  |
|  |                                                    |  |  |  |  |  |  |  |  |  |  |  |  |  |  |  |
|  |                                                    |  |  |  |  |  |  |  |  |  |  |  |  |  |  |  |
|  | Gerbert de Gavaldà                                 |  |  |  |  |  |  |  |  |  |  |  |  |  |  |  |
|  |                                                    |  |  |  |  |  |  |  |  |  |  |  |  |  |  |  |
|  |                                                    |  |  |  |  |  |  |  |  |  |  |  |  |  |  |  |
|  | Dolça de Provença                                  |  |  |  |  |  |  |  |  |  |  |  |  |  |  |  |
|  |                                                    |  |  |  |  |  |  |  |  |  |  |  |  |  |  |  |
|  |                                                    |  |  |  |  |  |  |  |  |  |  |  |  |  |  |  |
|  | Gerberga de Provença                               |  |  |  |  |  |  |  |  |  |  |  |  |  |  |  |
|  |                                                    |  |  |  |  |  |  |  |  |  |  |  |  |  |  |  |
|  |                                                    |  |  |  |  |  |  |  |  |  |  |  |  |  |  |  |
|  | Alfons II d'Aragó (el Cast)                        |  |  |  |  |  |  |  |  |  |  |  |  |  |  |  |
|  |                                                    |  |  |  |  |  |  |  |  |  |  |  |  |  |  |  |
|  |                                                    |  |  |  |  |  |  |  |  |  |  |  |  |  |  |  |
|  | Sanç I d'Aragó                                     |  |  |  |  |  |  |  |  |  |  |  |  |  |  |  |
|  |                                                    |  |  |  |  |  |  |  |  |  |  |  |  |  |  |  |
|  |                                                    |  |  |  |  |  |  |  |  |  |  |  |  |  |  |  |
|  | Ramir II d'Aragó (el Monjo)                        |  |  |  |  |  |  |  |  |  |  |  |  |  |  |  |
|  |                                                    |  |  |  |  |  |  |  |  |  |  |  |  |  |  |  |
|  |                                                    |  |  |  |  |  |  |  |  |  |  |  |  |  |  |  |
|  | Felicia de Roucy / Isabel d'Urgell                 |  |  |  |  |  |  |  |  |  |  |  |  |  |  |  |
|  |                                                    |  |  |  |  |  |  |  |  |  |  |  |  |  |  |  |
|  |                                                    |  |  |  |  |  |  |  |  |  |  |  |  |  |  |  |
|  | Peronella d'Aragó                                  |  |  |  |  |  |  |  |  |  |  |  |  |  |  |  |
|  |                                                    |  |  |  |  |  |  |  |  |  |  |  |  |  |  |  |
|  |                                                    |  |  |  |  |  |  |  |  |  |  |  |  |  |  |  |
|  | Guillem IX de Poitiers                             |  |  |  |  |  |  |  |  |  |  |  |  |  |  |  |
|  |                                                    |  |  |  |  |  |  |  |  |  |  |  |  |  |  |  |
|  |                                                    |  |  |  |  |  |  |  |  |  |  |  |  |  |  |  |
|  | Agnès de Poitiers                                  |  |  |  |  |  |  |  |  |  |  |  |  |  |  |  |
|  |                                                    |  |  |  |  |  |  |  |  |  |  |  |  |  |  |  |
|  |                                                    |  |  |  |  |  |  |  |  |  |  |  |  |  |  |  |
|  | Felipa de Tolosa                                   |  |  |  |  |  |  |  |  |  |  |  |  |  |  |  |
|  |                                                    |  |  |  |  |  |  |  |  |  |  |  |  |  |  |  |
|  |                                                    |  |  |  |  |  |  |  |  |  |  |  |  |  |  |  |
|  | Pere II d'Aragó (el Catòlic)                       |  |  |  |  |  |  |  |  |  |  |  |  |  |  |  |
|  |                                                    |  |  |  |  |  |  |  |  |  |  |  |  |  |  |  |
|  |                                                    |  |  |  |  |  |  |  |  |  |  |  |  |  |  |  |
|  | Guillem de Borgonya                                |  |  |  |  |  |  |  |  |  |  |  |  |  |  |  |
|  |                                                    |  |  |  |  |  |  |  |  |  |  |  |  |  |  |  |
|  |                                                    |  |  |  |  |  |  |  |  |  |  |  |  |  |  |  |
|  | Ramon de Borgonya                                  |  |  |  |  |  |  |  |  |  |  |  |  |  |  |  |
|  |                                                    |  |  |  |  |  |  |  |  |  |  |  |  |  |  |  |
|  |                                                    |  |  |  |  |  |  |  |  |  |  |  |  |  |  |  |
|  | Estefania de Vienne                                |  |  |  |  |  |  |  |  |  |  |  |  |  |  |  |
|  |                                                    |  |  |  |  |  |  |  |  |  |  |  |  |  |  |  |
|  |                                                    |  |  |  |  |  |  |  |  |  |  |  |  |  |  |  |
|  | Alfons VII de Castella                             |  |  |  |  |  |  |  |  |  |  |  |  |  |  |  |
|  |                                                    |  |  |  |  |  |  |  |  |  |  |  |  |  |  |  |
|  |                                                    |  |  |  |  |  |  |  |  |  |  |  |  |  |  |  |
|  | Alfons VI de Lleó                                  |  |  |  |  |  |  |  |  |  |  |  |  |  |  |  |
|  |                                                    |  |  |  |  |  |  |  |  |  |  |  |  |  |  |  |
|  |                                                    |  |  |  |  |  |  |  |  |  |  |  |  |  |  |  |
|  | Urraca I de Castella                               |  |  |  |  |  |  |  |  |  |  |  |  |  |  |  |
|  |                                                    |  |  |  |  |  |  |  |  |  |  |  |  |  |  |  |
|  |                                                    |  |  |  |  |  |  |  |  |  |  |  |  |  |  |  |
|  | Constança de Borgonya                              |  |  |  |  |  |  |  |  |  |  |  |  |  |  |  |
|  |                                                    |  |  |  |  |  |  |  |  |  |  |  |  |  |  |  |
|  |                                                    |  |  |  |  |  |  |  |  |  |  |  |  |  |  |  |
|  | Sança de Castella                                  |  |  |  |  |  |  |  |  |  |  |  |  |  |  |  |
|  |                                                    |  |  |  |  |  |  |  |  |  |  |  |  |  |  |  |
|  |                                                    |  |  |  |  |  |  |  |  |  |  |  |  |  |  |  |
|  | Boleslau III de Polònia                            |  |  |  |  |  |  |  |  |  |  |  |  |  |  |  |
|  |                                                    |  |  |  |  |  |  |  |  |  |  |  |  |  |  |  |
|  |                                                    |  |  |  |  |  |  |  |  |  |  |  |  |  |  |  |
|  | Ladislau II de Polònia                             |  |  |  |  |  |  |  |  |  |  |  |  |  |  |  |
|  |                                                    |  |  |  |  |  |  |  |  |  |  |  |  |  |  |  |
|  |                                                    |  |  |  |  |  |  |  |  |  |  |  |  |  |  |  |
|  | Zbyslava                                           |  |  |  |  |  |  |  |  |  |  |  |  |  |  |  |
|  |                                                    |  |  |  |  |  |  |  |  |  |  |  |  |  |  |  |
|  |                                                    |  |  |  |  |  |  |  |  |  |  |  |  |  |  |  |
|  | Riquilda de Polònia                                |  |  |  |  |  |  |  |  |  |  |  |  |  |  |  |
|  |                                                    |  |  |  |  |  |  |  |  |  |  |  |  |  |  |  |
|  |                                                    |  |  |  |  |  |  |  |  |  |  |  |  |  |  |  |
|  | Leopold III de Babenberg                           |  |  |  |  |  |  |  |  |  |  |  |  |  |  |  |
|  |                                                    |  |  |  |  |  |  |  |  |  |  |  |  |  |  |  |
|  |                                                    |  |  |  |  |  |  |  |  |  |  |  |  |  |  |  |
|  | Agnès de Babenberg                                 |  |  |  |  |  |  |  |  |  |  |  |  |  |  |  |
|  |                                                    |  |  |  |  |  |  |  |  |  |  |  |  |  |  |  |
|  |                                                    |  |  |  |  |  |  |  |  |  |  |  |  |  |  |  |
|  | Agnès del Sacre Imperi Romanogermànic              |  |  |  |  |  |  |  |  |  |  |  |  |  |  |  |
|  |                                                    |  |  |  |  |  |  |  |  |  |  |  |  |  |  |  |
|  |                                                    |  |  |  |  |  |  |  |  |  |  |  |  |  |  |  |

El 1204 es casà amb Maria de Montpeller amb qui tingué: 
1. Jaume I el Conqueridor (1208-1276), rei d'Aragó i comte de Barcelona
2. Sança d'Aragó (1205-1206)

Així mateix Pere va tenir dos fills il·legítims:
1. Pere del Rei (?-1254), capellà a Lleida
2. Constança d'Aragó (?-v1250), baronessa d'Aitona, casada el 1220 amb Guillem Ramon II de Montcada, senescal de Catalunya.

## Política peninsular

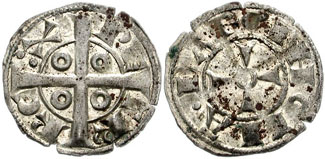
Denari encunyat per Pere el Catòlic

A Catalunya aconseguí empresonar Guerau IV de Cabrera, que havia ocupat els seus dominis del comtat d'Urgell.
Amb el Regne de Castella les relacions foren molt bones, no en va era net d'Alfons VII de Castella. Signà un tractat que preveia la frontera Ágreda-Tarazona entre aquest reialme i Aragó i ajudà el seu cosí Alfons VIII de Castella contra els reis de Lleó i de Navarra.

## Enfrontament amb els almohades
El 1200 va enviar el conegut metge jueu Sheshet Benveniste com ambaixador davant el sultà del Marroc per mirar de frenar les incursions que rabejaven les costes catalanes. Ambaixada que no tingué cap èxit. El 1201 va fundar l'orde militar dels Cavallers de Sant Jordi d'Alfama, a la qual donà terres prop de Tortosa, per a tenir un cos de cavallers que lluitessin contra els musulmans i l'ajudessin en noves conquestes.
La costa barcelonina fou objecte d'una terrible incursió de l'estol almohade i com a venjança el rei organitzà la conquesta del Racó d'Ademús el 1210, amb una forta participació catalana, prenent els castells d'Al-Dāmūs i Castellfabib, que ràpidament foren reconquerits pels andalusins.
Participà, molt eficaçment, amb els reis ibèrics en la batalla de Las Navas de Tolosa, victòria dels cristians sobre els almohades que va permetre la ràpida conquesta de l'Andalusia occidental.

## Política occitana

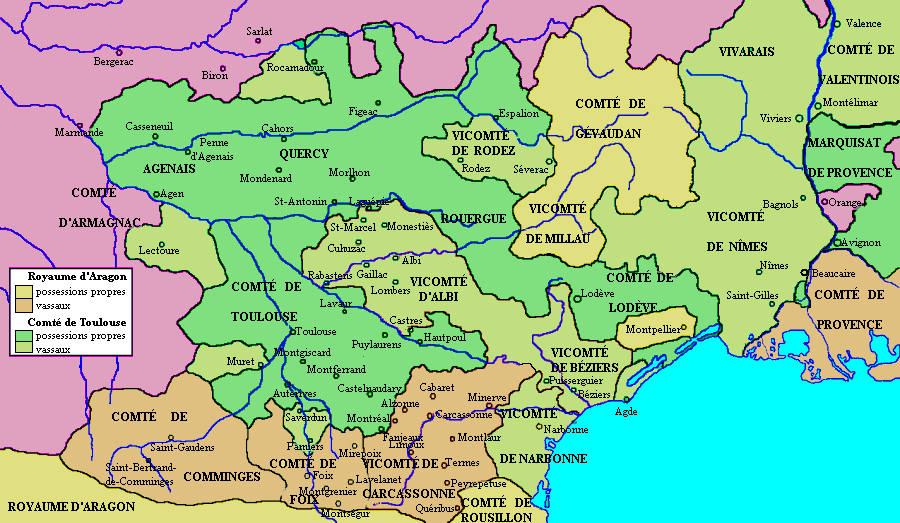
Territoris de la Corona d'Aragó: groc; vassalls: vermell.
Territoris del Comtat de Tolosa: verd fosc; vassalls: verd clar.
Abans de les conquestes dels Croats de Simó de Montfort.

El setembre de 1196, les Corts de Daroca van confirmar aquesta doble funció: Pere a Catalunya i Aragó i Alfons a Provença. Tot i així Pere sempre estigué interessat en la Provença i els seus estats veïns. Així s'explica com ja en el 1204 obligà el seu germà Alfons II de Provença a fer les paus amb el comte Forcalquier, aliat de Pere I.
El 15 de juny de 1204 es casà amb Maria de Montpeller i n'obtingué els drets sobre aquesta ciutat. Aviat intentà repudiar-la, sense èxit, per casar-se amb Maria I de Jerusalem, hereva del reialme de Jerusalem.
El 1206 hagué de lluitar contra els habitants de Montpeller revoltats contra la seva persona. A partir de 1209 i la conquesta de Besiers i de Carcassona per part de Simó de Montfort, protegí els senyors de Llenguadoc, rebé els homenatges dels comtes de Tolosa, Comenge i Foix, i va intentar la reconciliació que li demanà Innocenci III en el tema del catarisme. Donà llavors la tutela del seu fill Jaume a Simó i preparà el casament entre Ramon VII de Tolosa i la seva germana Elionor. Les seves temptatives de pacificació fracassaren. Aleshores buscà la guerra contra Simó de Montfort.

A la batalla de Muret, el 12 de setembre de 1213, Pere I intentà prendre Muret, un poble al sud de Tolosa, on es refugiaven els homes de Simó, quan encara no havia rebut totes les tropes convocades. Els seus cavallers no van poder penetrar-hi i sofriren la contraofensiva dels francesos sobre el seu exèrcit, molt més nombrós. Pere I s'arriscà i els homes de Simó que el descobriren a la batalla i el van matar. Els seus cavallers, veient la mort del rei, fugiren.

Croquis de la Batalla de Muret

El cadàver de Pere el Catòlic fou recollit pels frares de l'hospital de Tolosa, on fou enterrat fins que el 30 de setembre de 1217 una butlla d'Honori III autoritzava a traslladar els ossos al monestir de Santa Maria de Sixena, fundat el 1188 per Sança de Castella, la seva mare.

## La fi de l'aventura occitana
La mort del rei a la batalla de Muret aturà l'aventura occitana dels catalans, que hagueren de conèixer les guerres civils de la minoritat d'edat del príncep Jaume i pagar tots els deutes provocats per la política expansionista de Pere I, que havia hipotecat Roerga i Gavaldà a Ramon VI de Tolosa, cobrat el bovatge de 1205 i exigit impostos als ordes religiosos.
Al llarg del seu regnat les angoixes financeres el portaren a l'emissió de diners de baixa llei que assolien aviat baixes cotitzacions. No és fins al 1213 que es redreça la moneda amb l'emissió dita de cort de diners de llei quadernal.

## Títols i successors
- A octubre del 1196: Signum + Petri, regis Aragonum et comitis Barchinone[8]
- A 1 d'abril del 1198: [Signum] + Petri, regis Aragonum, comitis Barchinone[9]
- A 9 de juny del 1200: Signum + Petri, Dei gracia rex Aragonum et comitis Barchinone[10]
- A 14 de maig del 1206: Signum + Petri, Dei gratia regis Aragonum, comitis Barchinone et domini Montispesulani[11]
- A 19 de setembre del 1207: Signum + Petri, Dei gracia regis Aragonum et comitis Barchinone[12]
- A 21 de febrer del 1213: Signum + Petri, Dei gratia regis Aragonum et comitis Barchinone[13]

| Pere el Catòlic Casa d'Aragó del Llinatge del Casal de Barcelona Naixement: 1177/1178 Mort: 1213 | | |
| Títols                                                                                           | | |
| Precedit per: Alfons I "el Cast" (pare)                                                          | Rei d'Aragó (Llista de reis d'Aragó) Rei d'Aragó, Comte de Ribagorça, Comte de Sobrarb (1196–1213)                                                                                           | Succeït per: Jaume I "el Conqueridor" (fill) — Com a: — Rei d'Aragó Comte de Barcelona Senyor de Montpeller |
| Precedit per: Alfons I "el Cast" (pare)                                                          | Comte de Barcelona (Llista de comtes de Barcelona) - Principatus - Comtat de Barcelona, Comtat de Girona, Comtat d'Osona, Comtat de Manresa, Comtat de Conflent, Comtat de Berga (1196–1213) | Succeït per: Jaume I "el Conqueridor" (fill) — Com a: — Rei d'Aragó Comte de Barcelona Senyor de Montpeller |
| Precedit per: Maria de Montpeller (muller)                                                       | Senyor de Montpeller (Llista de senyors de Montpeller) (1204–1213) amb Maria de Montpeller (esposa) (1204-1213)                                                                              | Succeït per: Jaume I "el Conqueridor" (fill) — Com a: — Rei d'Aragó Comte de Barcelona Senyor de Montpeller |